# Late Fame
Late Fame är en amerikansk dramafilm, som har en planerad premiär i augusti 2025 på Filmfestivalen i Venedig. Filmen är regisserad av Kent Jones efter ett manus skrivet av Samy Burch och Arthur Schnitzler.

## Handling
Den legendariske New York-poeten Ed Saxbergers bortglömda verk fascinerar en excentrisk grupp unga som återuppväcker hans konstnärliga passion. Deras nyfikenhet flätas samman med den förtrollande skådespelerskan Glorias närvaro.

## Rollista (i urval)
- Willem Dafoe - Ed Saxberger
- Greta Lee - Gloria
- Edmund Donovan - Meyers
- Clark Johnson - Arnold
- Michael Everett Johnson - Mike
- Graham Campbell - Sherfey
- William Hill - Leonard
- Arthur Langlie